# Чабан

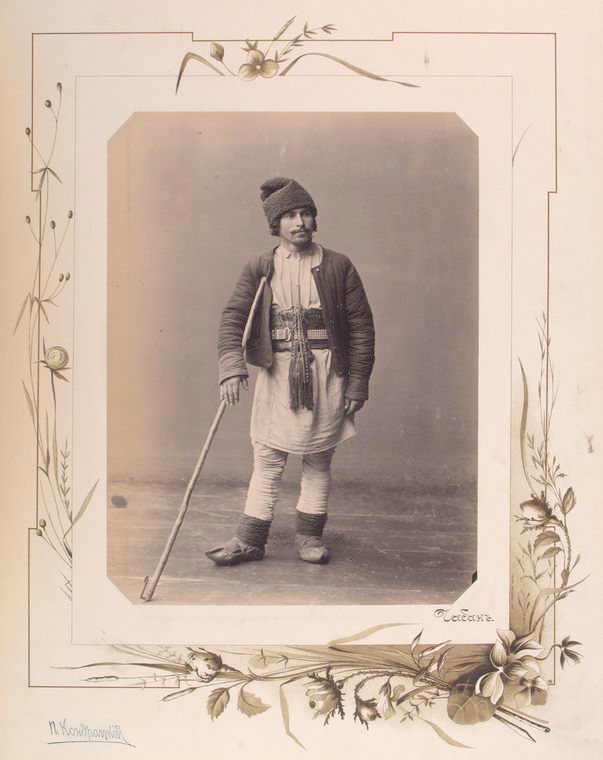
Чабан молдаванин с герлыгой, 1889 год.

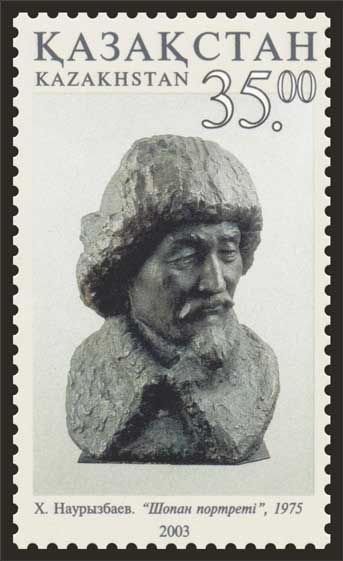
Почтовая марка Казахстана. «Портрет чабана», 2003 год.

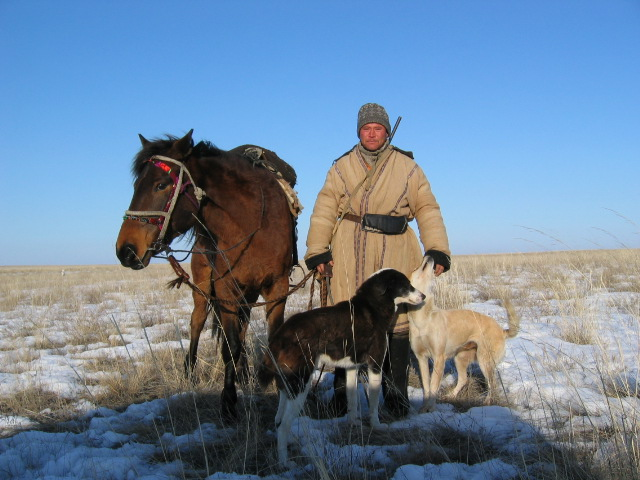
Чабан в Западном Казахстане с казахскими тобетами.

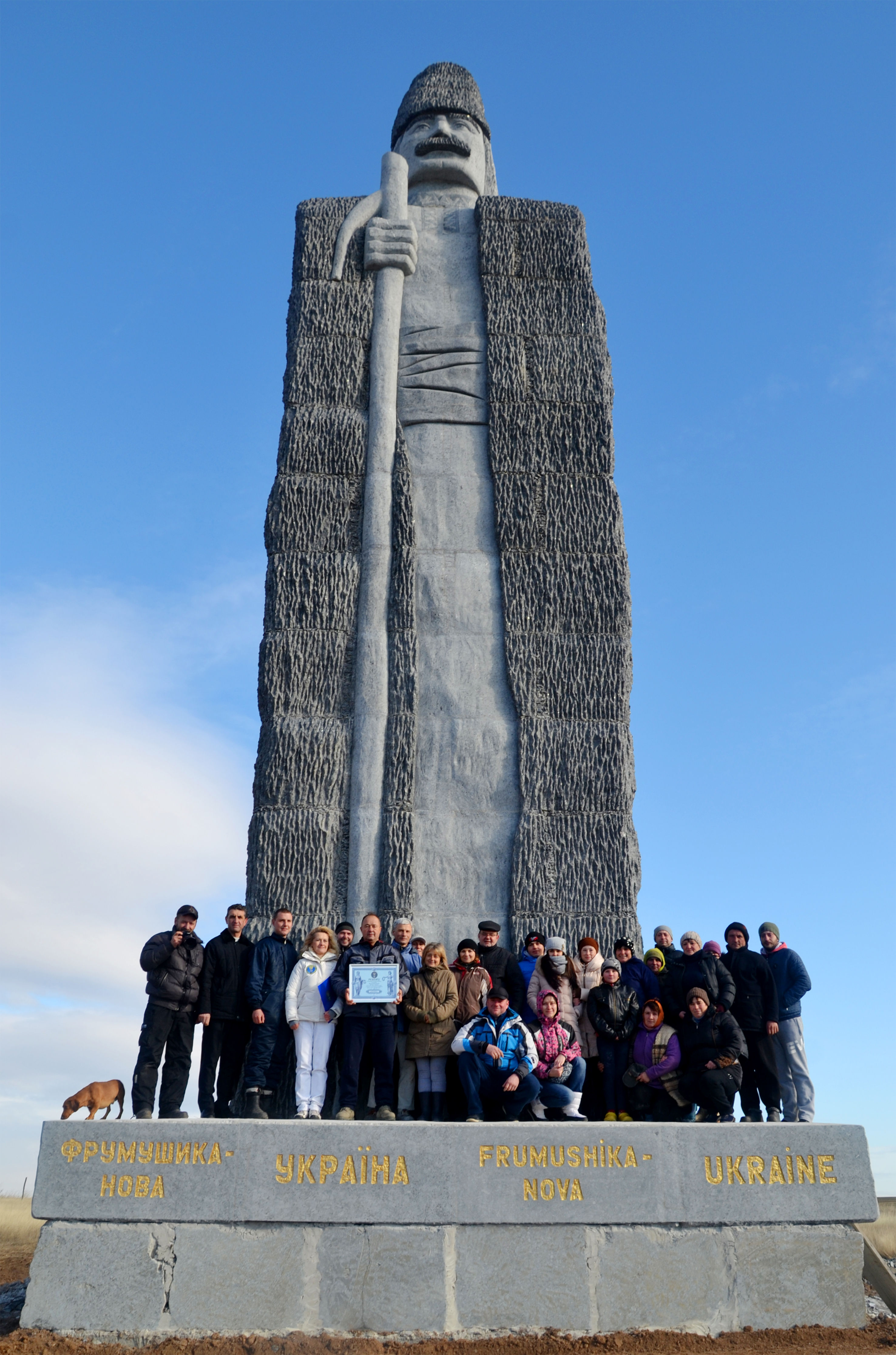
Статуя чабана из гранита высотой 18,97 м в день фиксации рекорда 4 декабря 2016 года. Украина, Одесская область, Тарутинский район, Этнографический комплекс «Фрумушика Нова».

Чаба́н тюрк. (кирг. чабан, каз. шопан (şopan), узб. cho'pon (чўпон, çöpon), крым. çoban, туркм. çopon, азерб. çoban, рум. cioban, болг. чобан (čoban) ; чув. чӑпан / чупан (çäpan), первоисточник — перс. šubān‎ «пастух», дословно — «страж скота») — название пастуха овец и другого скота в России (на Юге, в Татарстане, Башкортостане, Бурятии, Удмуртии и других), Казахстане, Киргизии, Азербайджане, Турции, Румынии, Молдавии и части Украины, а также у народов Кавказа и Средней Азии.

## История
В настоящее время пастбищное животноводство развито в России (на Юге, в Татарстане, Башкортостане, Бурятии, Удмуртии и др.), Казахстане, Киргизии, Монголии и западных регионах Китая.
Учитывая кочевую специфику пастбищного овцеводства, в этих регионах чабаны пасут овец верхом на лошади в сопровождении сторожевых собак. Раньше жизнь чабанов была тяжёлая, всегда в степи, на солнцепёке или зимой в кошаре при бдительном надзоре за овцами, чтобы они не были занесены снегом, не подверглись нападению волков или скотокрадов.
На Юге России, в Румынии и Молдавии обычные принадлежности чабана: герлыга — длинная палка с крючком в конце, для захвата овец за ноги, гайтан — пояс с висячим карманом (заман), щипчиками для вынимания у больных овец червей (джермела), рогом (для дёгтя и синего камня, которым присыпаются раны овец) и ножом. Типичный атрибут чабана — флуер или свирель, в Карпатах — бучум.
В русский язык большинство слов, описывающих быт чабанов, пришло из тюркских и румынского языков. С упадком овцеводства в Российской Империи, как пишет ЭСБЕ, чабаны начинают исчезать; ныне они встречаются всё реже и реже. Обыкновенно на одну отару в 1 000 — 1 500 овец полагается один личман (счётчик), два чабана и один горбачий (при навозке арб). У киргизов помощник чабана называется сакмалщиком.

## Этимология
Согласно словарю Фасмера, русское чабан заимствовано из турецкого или крымскотатарского çoban («пастух»), которое, в свою очередь, восходит к персидскому šubān («пастух»). По всей вероятности Фасмер подразумевал под турецким языком тюркские языки. Учитывая ранние контакты русских с кочевыми племенами (половцами, печенегами и т. д.), проникновение происходило в 1 тысячелетии н. э., а также позднее, в период Золотой Орды.